# Файнберг, Владимир Мейлевич
Влади́мир Ме́йлевич Файнберг (род. 1955) — российский вор антикварных ценностей, бизнесмен, коллекционер, фигурант нескольких уголовных дел, в том числе громкого уголовного дела о краже большого количества документов с подписями русских царей XVIII—XIX веков из Российского государственного исторического архива. 
В настоящее время Файнберг скрывается от российского правосудия в Израиле.

## Биография
Владимир Файнберг родился 1 февраля 1955 года в Ленинграде. Ещё в дошкольном возрасте, попав в Государственный Эрмитаж, он был поражён экспонатами музея, и после этого он начал коллекционировать сначала марки и открытки, а затем и произведения искусства. Он отслужил в армии, окончил институт. В 1984 году Файнберг узнал, что в Центральном государственном историческом архиве СССР в Ленинграде находится то, что могло бы его заинтересовать как коллекционера, однако доступ к документам в читальном зале архива могли получить только исследователи- специалисты по направлениям из организаций. Файнберг подделал удостоверение сотрудника журнала «Театр», и выкрал из стола своего родственника, настоящего сотрудника этого издания, журналиста Александра Минкина, несколько подписанных бланков-направлений. В течение нескольких недель Файнберг постоянно ходил в архив, завёл знакомства с тамошними сотрудницами, пил с ними чай, разговаривал. Файнберг составил список наиболее ценных единиц хранения архива, выяснил особенности режима, охраны и сигнализации. Файнберг выкрал несколько десятков ценнейших документов из архива благодаря этим наблюдениям. Попутно в мае 1986 года он обокрал крупного ленинградского коллекционера Ланцмана, похитив вместе с напарником более ста ценных предметов коллекции. Однако пропажу единиц хранения в архиве вскоре обнаружили. При сверке дат выдачи украденного и дат работы посетителей Файнберг был определён как подозреваемый в краже. Вскоре он был арестован, во всём признался и был приговорён к 6 годам лишения свободы.
Спустя три года Файнберг условно-досрочно освободился. Он сразу же начал заниматься бизнесом — на улице Некрасова он арендовал помещение под антикварную лавку. В 1992 году, рядом с магазином, в котором находилась его лавка, он познакомился с мелким предпринимателем Александром Зайцевым. Они учредили совместную фирму «ФАЗА» (Файнберг-Зайцев).
В это же самое время младший сержант охраны Государственного исторического архива Александр Беспамятнов случайно обнаружил в отверстии в стене папку со старинными документами. Он забрал её себе домой, затем решил продать. Позвонив по объявлению в газете, данному Файнбергом, он договорился с ним о встрече. Файнберг сразу понял, откуда эти документы, и предложил Беспамятнову пустить его и Зайцева в архив с целью кражи. Беспамятнов согласился. В июне 1994 года Файнберг и Зайцев начинают красть документы из архива во время дежурств Беспамятнова. Это повторялось несколько раз. Один раз воры пришли с двумя так и оставшимися неизвестными людьми, которые, в отличие от них, вырывали из дел старинные документы, портя их и понижая тем самым в стоимости. Общий ущерб, нанесённый архиву, составил 24 миллиона долларов. Отечественные СМИ ставят эту кражу на второе место по ценности похищенных экспонатов после дела «Генерала Димы» Дмитрия Якубовского.
Файнберг вывез добычу за границу, в Германию, где попытался продать на аукционе в Штутгарте часть украденного. Владелец аукциона Вольфганг Мекленбург, зная, где в России хранятся подобные вещи, послал запрос в архив в Санкт-Петербурге. Вскоре Файнберг был изобличён и задержан, вместе с ним были задержаны Зайцев и Беспамятнов. Всех троих отпустили под подписку о невыезде, но Файнберг вскоре скрылся в Израиле. 25 сентября 1998 года Октябрьский районный суд Санкт-Петербурга приговорил Беспамятнова к 9 годам лишения свободы, а Зайцева — к 11, обоих — со штрафом в 18 миллионов долларов.
Большую часть исторических документов, украденных Файнбергом, вернули России лишь спустя много лет. В марте 2005 года власти Израиля приняли решение об экстрадиции Файнберга в Россию по запросу правоохранительных органов, но уже в августе министр юстиции Израиля Ципи Ливни отменила это решение. В 2008 году была найдена ещё одна часть документов, похищенных из архива.